# Lee Chang-ho
Lee Chang-ho (hangeul : 이창호 ; hanja : 李昌鎬), né en 1975, est un joueur de go professionnel coréen. 9e dan, il est considéré comme l'un des meilleurs joueurs mondiaux actuels. Il a été un élève de Cho Hunhyun.

## Biographie
Lee Chang-ho est né le 29 juillet 1975 en Corée du Sud. Il apprend le go à six ans et en 1984 il devient l'unique élève de Cho Hunhyun, alors numéro un en Corée du Sud. Malgré les doutes initiaux de son maître, il montre très jeune un talent atypique et s'impose rapidement comme un des meilleurs joueurs du monde.
Il devient professionnel en 1986 à seulement onze ans et un mois, soit le deuxième plus jeune joueur à y parvenir à l'époque. En 1989, à quatorze ans, il remporte son premier titre national, la coupe KBS, battant le record de Corée du Sud. En 1990, il réalise une série de quarante-et-une victoires, là encore un record national. En 1992 il gagne la troisième coupe Tong Yang et devient, à 16 ans et 6 mois, le plus jeune vainqueur d'un tournoi international de l'histoire (record qu'il détient toujours en 2016).
Il prend alors la place de son maître au sommet du go coréen et domine ensuite le go mondial pendant les années 1990 et le début des années 2000, jusqu'à ce qu'une nouvelle vague de joueurs, et en particulier Lee Sedol, ne vienne le menacer. En 1996, il est promu 9e dan.
Dans la deuxième moitié des années 2000, il disparaît doucement du plus haut niveau. Il a malgré tout une grande longévité puisqu'il remporte son dernier titre international (la troisième  Zhonghuan Cup (en)) en 2007 à 32 ans, et son dernier titre national en 2010. En 2012, à 36 ans, il dispute la finale d'un tournoi international, la 16e coupe LG.
Il se marie à Lee Doyoon en 2010.

## Style de jeu
Lee Chang-ho est un joueur au style très calme et réputé imperturbable ; quel que soit le cours de la partie, son expression en face du goban reste impassible si bien qu'on le surnomma « Statuette du Bouddha ». Il analyse avec minutie un grand nombre de variations et choisit souvent la solution qui comporte le moins de risque sauf lorsque vraiment il se retrouve dans une impasse, mais c'est ce qui fait toute sa force. Il est réputé pour simplifier les situations qui comportent à son sens un degré de risque trop élevé. Il est extrêmement méticuleux pendant les fins de partie (yose).
Quand il commença à gagner contre bon nombre de professionnels très forts, on se demanda comment il arrivait à gagner avec un jeu aussi « basique » et beaucoup de joueurs commencèrent à critiquer son style.
Mais les meilleurs joueurs du monde prirent sa défense tels Chang Hao : « Ce n'est que quand on joue contre Lee qu'on se rend compte à quel point il est fort » et Rui Naiwei : « Lee vous laisse faire ce que vous voulez mais finit par gagner quand même. »

## Titres
| Titre                 | Années                                               |
| --------------------- | ---------------------------------------------------- |
| Titres nationaux      | 106                                                  |
| Wangwi                | 1990, 1995 - 2007                                    |
| Kisung                | 1993 - 2003                                          |
| Guksu                 | 1990, 1993 - 1997, 2001, 2002, 2005                  |
| Coupe Electron-Land   | 2005, 2006                                           |
| Coupe Sibdang         | 2005, 2007                                           |
| Coupe KBS             | 1988, 1991, 1994, 1998, 2001, 2002, 2004, 2005, 2007 |
| Chunwon               | 1997 - 1999                                          |
| Coupe BC Card         | 1991 - 1994, 1996                                    |
| Coupe GS Caltex       | 1997, 1998, 2001, 2003, 2004                         |
| Myungin               | 1990 - 1996, 1998 - 2003                             |
| Chaegowi              | 1989 - 1991, 1993 - 1997                             |
| Daewang               | 1990 - 1992, 1995 - 1997                             |
| Coupe Baccus          | 1990 - 1992                                          |
| Taewang               | 1991 - 1993, 1997                                    |
| Paewang               | 1993, 1994, 2001, 2002                               |
| Kiwang                | 1993, 1994                                           |
| Gukgi                 | 1993 - 1996                                          |
| Coupe Paedal          | 1993 - 1995, 1997                                    |
| Baedalwang            | 1996                                                 |
| Titres internationaux | 26                                                   |
| Tengen Chine-Corée    | 1997 - 2000                                          |
| Coupe Teda            | 2004                                                 |
| Coupe Asian TV        | 1995, 1996, 2002                                     |
| Coupe LG              | 1997, 1999, 2001, 2004                               |
| Coupe Samsung         | 1997 - 1999                                          |
| Coupe Fujitsu         | 1996, 1998                                           |
| World Oza             | 2002                                                 |
| Coupe Chunlan         | 2003, 2005                                           |
| Coupe Ing             | 2000                                                 |
| Coupe Tong Yang       | 1992, 1993, 1996, 1998                               |
| Coupe Zhonghuan       | 2007                                                 |
| Total                 | 132                                                  |

## Dans la culture populaire
- Interprété par Yoo Ah-in dans le film The Match (승부, 2022).